# Áller Képes Családi Lapja
Az Áller Képes Családi Lapja egy képes hetilap volt, ami 1924 áprilisától 1927 októberéig jelent meg. Szerkesztője Bodor Aladár volt. A lap Dániában 1877-ben indult, és több országban (USA, Svédország) megjelent képeslap magyar változata volt, ami népszerűségét annak köszönhette, hogy nem csak képekkel illusztrált szépirodalmi és ismeretterjesztő cikkek jelentek meg benne, hanem tudományos hírek, fejtörők és gyerekek számára kivágható figurák. Népszerűsége csúcsán azért szűnt meg olyan hamar, mert a magyar terjesztési részleg vezetősége eljátszotta a külföldi kiadó bizalmát.